# Лопес, Дэнни
Дэнни Лопес (англ. Danny Lopez; 6 июля 1952, Форт-Дюшен, США) — американский боксёр. Чемпион мира в полулёгкой весовой категории (WBC, 1976—1980).

## Биография
Дэнни Лопес родился 6 июля 1952 года в Форт-Дюшене, штат Юта. Имеет индейские (юты), мексиканские и ирландские корни.

## Профессиональная карьера
Дебютировал на профессиональном ринге 27 мая 1971 года, одержав победу нокаутом в 1-м раунде.
24 мая 1974 года проиграл техническим нокаутом в 9-м раунде американцу Бобби Чакону.
24 апреля 1975 года нокаутировал во 2-м раунде экс-чемпиона мира в легчайшем весе мексиканца Чучо Кастильо.
4 декабря 1975 года нокаутировал в 7-м раунде экс-чемпиона мира в двух весовых категориях мексиканца Рубена Оливареса.
25 февраля 1976 года досрочно победил американца Шона О'Грейди.

### Чемпионский бой сДэвидом Котеем
6 ноября 1976 года встретился с чемпионом мира в полулёгком весе по версии WBC ганцем Дэвидом Котеем. Поединок продлился все 15 раундов. Судьи единогласно отдали победу Лопесу.

### Защиты титула (1977—1979)
13 сентября 1977 года досрочно победил мексиканца Хосе Торреса.
15 февраля 1978 года во второй раз встретился с Дэвидом Коти. Одержал победу техническим нокаутом в 6-м раунде.
23 апреля 1978 года нокаутировал в 6-м раунде бразильца Жозе де Паулу.
15 сентября 1978 года нокаутировал во 2-м раунде аргентинца Хуана Доминго Мальвареса.
21 октября 1978 года победил филиппинца Фела Клементе.
10 марта 1979 года нокаутировал во 2-м раунде испанца Роберто Кастаньона.
17 июня 1979 года встретился с американцем Майком Айялой. Победил нокаутом в последнем, 15-м, раунде. Сам поединок был признан «боем года» (1979) по версии журнала «Ринг».
25 сентября 1979 года нокаутировал в 3-м раунде доминиканца Хосе Кабу.

### Поражение отСальвадора Санчесаи потеря титула
2 февраля 1980 года проводил защиту титула в бою против мексиканца Сальвадора Санчеса. Проиграл техническим нокаутом в 13-м раунде и потерял пояс.

### Второй бой сСальвадором Санчесом
21 июня 1980 года попытался вернуть титул WBC в матче-реванше с Сальвадором Санчесом. проиграл техническим нокаутом в 14-м раунде.
После второго поражения от Санчеса ушёл из бокса. Спустя более 10 лет вернулся на ринг. 27 февраля 1992 года проиграл нокаутом во 2-м раунде малоизвестному американцу Хорхе Родригесу. После этого окончательно завершил карьеру.

## Титулы и достижения
- Чемпион мира в полулёгком весе по версии WBC (1976—1980).

## Признание
- В 1987 году включён во Всемирный зал боксёрской славы.
- В 2005 году включён в Зал боксёрской славы штата Калифорния.
- В 2010 году включён в Международный зал боксёрской славы[19].

## Семья
Брат — Эрни Лопес, профессиональный боксёр. Бывший претендент на титул чемпиона мира в полусреднем весе.